# Partenit
 (septembre 2022).
Si vous disposez d'ouvrages ou d'articles de référence ou si vous connaissez des sites web de qualité traitant du thème abordé ici, merci de compléter l'article en donnant les références utiles à sa vérifiabilité et en les liant à la section « Notes et références ».
Partenit (en ukrainien : Партеніт ; en russe : Партенит ; en tatar de Crimée : Partenit) est une commune urbaine de la république autonome de Crimée, en Ukraine, occupée par la Russie depuis 2014, et une station balnéaire sur la mer Noire, intégrée à la municipalité d'Alouchta. Sa population s'élevait à 6 089 habitants en 2013.

## Géographie
Partenit est située sur la côte méridionale de la péninsule de Crimée, à 12 km au sud-ouest d'Alouchta et à 16 km au nord-est de Yalta. La localité est située juste à l'est d'une montagne que les Turcs nomment Ayou-Dag (en russe : Медведь-гора, Medved-gora, ce qui signifie « Montagne de l'ours ») et dont le sommet culmine à 572 m. Partenit se trouve sur une portion relativement plate de la côte, bien que l'altitude augmente rapidement lorsque l'on s'éloigne de la mer.

## Histoire
Partenit a un nom d'origine grecque : il vient du Parthénon. Partenit est une ancienne colonie habitée ou envahie par les Grecs, les Goths, les Turcs, les Génois, les Tatars et, pendant la Seconde Guerre mondiale, l'Allemagne nazie. La région est célèbre pour ses vins, notamment Massandra, qui produit un vin réputé à partir d'un cépage bastardo. Lorsque les nazis occupèrent Partenit, un vigneron ouvrit ses barriques pour qu'ils n'en profitent pas, mais il se forma un petit lac de vin et les occupants s'enivrèrent pendant trois jours - anecdote non sourcée...[réf. nécessaire].
Partenit a le statut de commune urbaine depuis 1963 et dépend administrativement de la ville d'Alouchta.

## Population

### Démographie
Recensements (*) ou estimations de la population :
| 1926* | 1939* | 1970* | 1979* | 1989* |
| ----- | ----- | ----- | ----- | ----- |
| 262   | 583   | 4 099 | 8 566 | 6 027 |

| 2001* | 2010  | 2011  | 2012  | 2013  |
| ----- | ----- | ----- | ----- | ----- |
| 6 391 | 6 093 | 6 061 | 6 070 | 6 089 |

### Nationalités
En 1926, la population comprenait 233 Tatars de Crimée, 17 Russes et 6 Ukrainiens. Au début du XXIe siècle, Partenit est surtout peuplée d'Ukrainiens, avec des minorités tatare et arménienne.

## Tourisme
Partenit dispose de deux plages. La première est la plage publique gratuite. L'autre, beaucoup plus grande, est la propriété de l'armée. Les touristes peuvent louer des appartements sur place. Des agences proposent différentes excursions dans les environs. L'architecture de Partenit étant dans le style réaliste soviétique ne présente pas en elle-même un grand intérêt.

## Transports
Partenit est reliée par le trolleybus de Crimée à Alouchta, Yalta et à Simferopol.